# 厳密含意
論理学において厳密含意（げんみつがんい、記号：◻または⥽）は、様相論理上の論理演算によって定義される命題上の論理的関係である。これは、様相論理の必然演算子が適用された古典論理の実質含意に論理的に等価である。任意の2つの命題 {\displaystyle p} と {\displaystyle q} について、{\displaystyle p\implies q} を「 {\displaystyle p}  が  {\displaystyle q}  を実質含意する」と言い、一方 {\displaystyle \Box (p\implies q)} を「 {\displaystyle p}  が  {\displaystyle q}  を厳密含意する」と言う。
厳密条件式は、C・I・ルイスが自然言語で直説法を適切に表現できる論理の条件式を見つけようとしたことによる生まれたものである。